# Expedición de Chamuscado y Rodríguez
La conocida como expedición de Chamuscado y Rodríguez fue una modesta expedición de exploración y evangelización autorizada por los españoles en el norte de la Nueva España, que se llevó a cabo en 1581-1582. Dirigida por Francisco Sánchez, apodado El Chamuscado, y fray Agustín Rodríguez, fueron los primeros españoles que se sabe visitaron los indios pueblo desde la gran expedición de Francisco Vázquez de Coronado, 40 años antes, y que se internaron en la región del actual estado de Nuevo México.
La expedición en sí no tuvo gran éxito, aunque demostró que un grupo pequeño podía llegar a los más remotos lugares del entonces desconocido territorio al norte de la Nueva España y también que era muy alto el riesgo de dejar a misioneros solos entre los nativos, aunque eso no impidió que en años siguientes otros aventureros decidieran probar fortuna.

## La expedición
El fraile Agustín Rodríguez, destinado cerca de la ciudad minera de Santa Bárbara (Chihuahua), entonces el puesto más avanzado del norte de la Nueva España, organizó la expedición. En 1579, Rodríguez se interesó cuando un indio le habló de los asentamientos al norte, en los que los indios cultivaban algodón y tejían telas. Para el español, esto significaba que los indios eran seres civilizados y que podrían hacerse cristianos. Rodríguez consiguió el permiso de las autoridades españolas «con el propósito de predicar el Santo Evangelio». Rodríguez aparentemente tenía poca familiaridad con la expedición de Francisco Vázquez de Coronado de hacía 40 años a esa misma región, pero sí que había leído el relato de Cabeza de Vaca.: 265–267 
La expedición salió de Santa Bárbara el 5 de junio de 1581. El líder designado fue El Chamuscado, llamado así por su llameante barba roja. La expedición incluyó a nueve soldados españoles, tres clérigos católicos, entre ellos fray Augustin y 19 sirvientes indios, entre ellos dos mujeres. Los soldados estaban bien armados y montados; la expedición llevaba noventa caballos y 600 ovejas, cabras, vacas y cerdos.: 267–268  La expedición también estaba autorizado para explorar el país en busca de minerales valiosos.: 227 

## La ruta y los indios
La expedición procedió siguiendo el río Conchos hasta su unión con el río Grande. A lo largo de más de cien millas del río Conchos vivían los indios conchos y raya que hablaban la misma lengua y estaban «desnudos y vivían de raíces y otras cosas».: 70 : 145  Río abajo, ocupando más de 60 km de las riberas, encontraron a los cabri o pasaguantes, también «desnudos», pero que hablaban una lengua diferente y cultivaban calabaza y frijoles, además de recolectar plantas silvestres. Fueron descritos como «muy guapos». Tanto los conchos como los cabri habían sido víctimas de las redadas de esclavos que realizaban algunos colonos españoles, lo que indica que los esclavistas españoles habían precedido a la expedición oficial del Chamuscado y Rodríguez.: 70 : 145 
Cerca de La Junta, la confluencia del río Conchos y el río Grande, Chamuscado y Rodríguez encontraron a varios grupos de nativos. En la confluencia y el sur estaban los abraidres; hacia el norte estaban los patarabueyes y otomoacos o amotomancos. Eran pueblos amistosos, siendo los hombres descritos como «apuestos» y las mujeres «hermosas». Vivían en casas de quincha y cultivaban calabaza y frijoles, pero los españoles los consideraban «gente desnuda y bárbaros». (Véase indios La Junta: 73–75 ) Hacia el norte, cerca de la actual ciudad de El Paso (Texas) vivían los caguates. Vivían en casas de adobe y, mientras cultivaban maíz y frijol, también viajaban a las Grandes Llanuras para cazar bisontes y comían los peces que capturaban en el río. Los exploradores estimaron que los indios entre La Junta y El Paso sumaban alrededor de 10 000 personas.: 270–271  Los indios animaron a los españoles a seguir el río Grande aguas arriba hasta donde encontrarían «casas de dos pisos de altura y de buena apariencia, construidas de paredes de adobe y blanco por dentro, con la gente vestida con algodón».: 146 : 271  Los estudiosos debaten cuál de esas diversas tribus, si lo era alguna, eran las conocidas más tarde como jumanos.

## Los indios pueblo

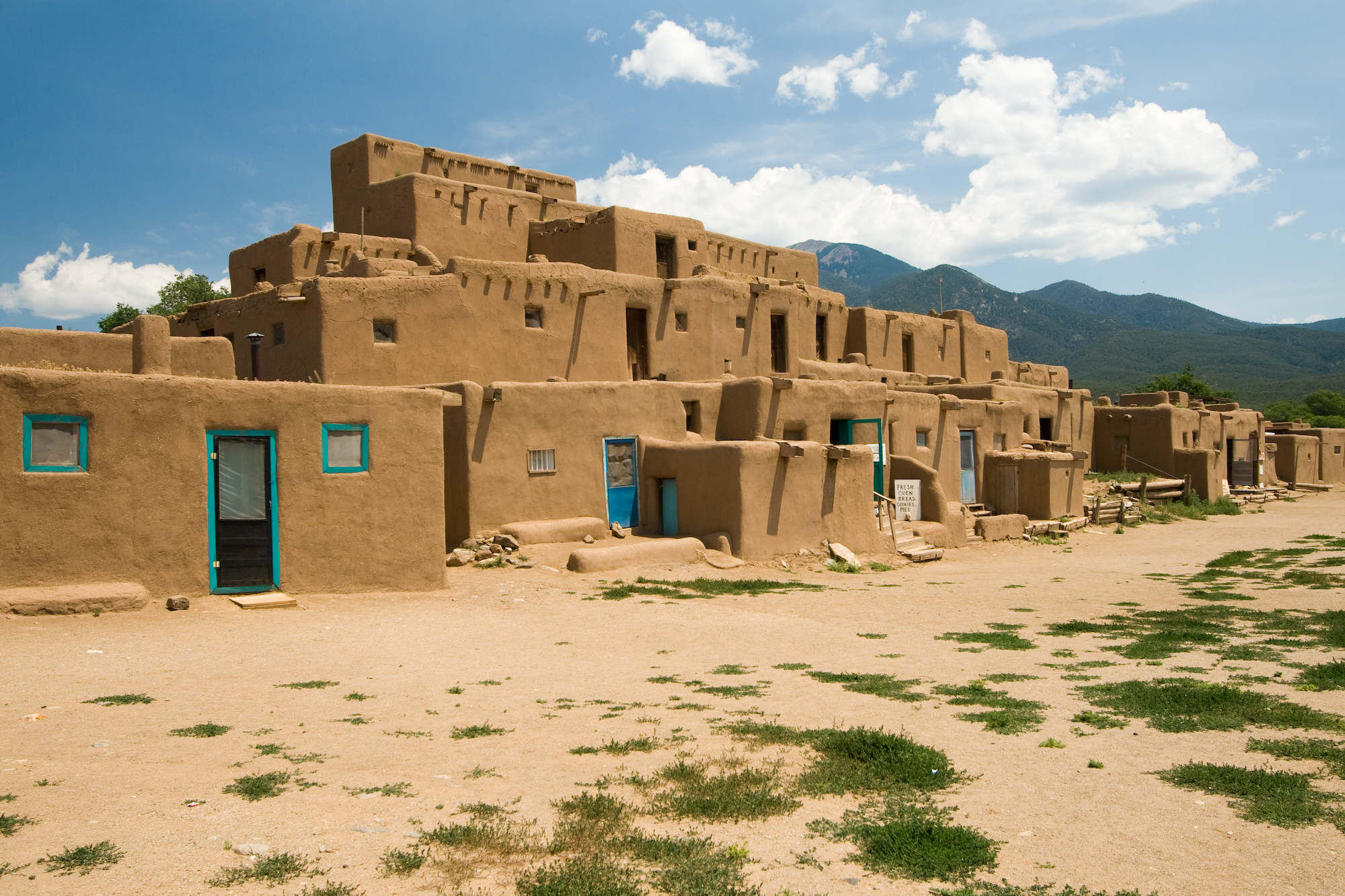
El pueblo Taos hoy es probablemente similar a las muchas ciudades de los indios pueblo que la expedición encontró cerca del río Grande.

Después de muchos días de seguir el río Grande a través de territorio no ocupado, la expedición llegó a la primera aldea de los indios pueblo, al sur de Socorro (Nuevo México), cerca de la futura sede de Fort Craig. Continuaron remontando el río Grande pasando por muchos poblados grandes y prósperos de los indios pueblo. Al norte de Albuquerque dejaron el río Grande y viajaron hacia el este, hasta el más grande de los pueblos en Pecos. Tenía entre 400 a 500 casas, con cuatro o cinco pisos, lo que indica una población de tal vez 10 000 personas. Los españoles describieron a los indios pueblo como «apuestos y de piel clara y algunas de las mujeres tenían pelo claro». (El ejército de Coronado pudo haber dejado descendencia detrás.) Cultivaban maíz, frijol y calabaza y mantenían pavos y, en definitiva, los españoles quedaron impresionados con ellos y su manera de vivir.: 84–85 : 231 : 146 
El 10 de septiembre de 1581, uno de los tres frailes católicos, fray Juan de Santa María, decidió regresar a México. De mala gana, Chamuscado accedió a su deseo y lo dejó partir.
Los soldados se aventuraron hacia el este, ya en las Grandes Llanuras en busca de bisontes. En el río Pecos, cerca de Santa Rosa se encontraron con una ranchería de indios querechos (que más tarde serían llamados apaches). Unos cuatrocientos hombres armados con arcos y flechas salieron a su encuentro, pero Fray Rodríguez les calmó. El español los describió como «personas desnudas» —-incivilizadas—, y se interesó especialmente por los perros indios que tiraban travois con todas sus pertenencias, Los indios les dijeron que había manadas de bisontes a dos días al este y eran «tan numerosa como la hierba de los campos».: 284  Los españoles encontraron a los bisontes, en muchos rebaños de 200 a 300 ejemplares y mataron a alrededor de 40 e hicieron con ellos carne seca.: 148 
Retornando al valle del río Grande, viajaron al oeste hasta Acoma Pueblo y Zuni, pero fueron detenidos por las nieves del invierno y no pudieron continuar hasta los poblados de los hopi. A continuación, se aventuraron al este de nuevo para visitar varios pueblos en las salinas del este de las montañas Manzano.
Los cronistas de la expedición no notaron ninguna influencia de la expedición de Coronado en los indios pueblo, que al parecer no habían adoptado ninguna costumbre española ni habían conservado ninguno de los caballos ni  otros animales dejados por Coronado. Habían, sin embargo, recuperado aparentemente en número de los desastrosos gravámenes en sus recursos que Coronado les había impuesto.: 209  Chamuscado y Rodríguez con sus leves números hicieron pocas demandas a los pueblo, aunque tuvieron un altercado después de que los indios mataran a tres caballos españoles.
Chamuscado y Rodríguez visitaron 61 asentamientos de los indios pueblo a lo largo del río Grande y sus afluentes y contaron un total de 7003 viviendas de uno o más pisos en los pueblos. Si todas estaban ocupadas y una posterior estimación de ocho personas por casa es exacta, la población de las ciudades visitadas pudo haber sido de 56 000 personas. Además, se enteraron de otros pueblos, incluyendo los Hopi que no pudieron visitar.: 115–120, 172–173 

## El regreso
Los españoles se enteraron por algunos indios de que fray Juan había sido asesinado por otros indios solo dos o tres días después de dejar la expedición. A pesar de la muerte de fray Juan, los dos frailes restantes estaban decididos a quedarse en Nuevo México. Los soldados los dejaron, con la mayor parte de sus suministros y varios sirvientes indios, en la ciudad de Tiwa de Puaray y partieron para volver a Santa Bárbara el 31 de junio de 1582.: 239  Durante el viaje de regreso, Chamuscado, con casi 70 años de edad, murió. Los ocho soldados restantes llegaron a Santa Bárbara el 15 de abril de 1582.: 290 
Los dos frailes y sus sirvientes indios dejados atrás fueron pronto también asesinados por los nativos, aunque dos indios consiguieron escapar y regresaron a México para contar la historia.: 152  La expedición de Chamuscado y Rodríguez fue un asunto modesto, pero reavivó el interés español en la región de Nuevo México, lo que llevó finalmente a que Juan de Oñate estableciese una colonia allí algunos años más tarde.